# George Percy, conde Percy
George Dominic Percy, conde Percy (4 de mayo de 1984) es un empresario británico heredero aparente del ducado de Northumberland.

## Primeros años
Percy es el segundo hijo y primer varón de Ralph Percy, 12.º duque de Northumberland y su mujer, Jane Richard. Se convirtió en heredero aparente del ducado en 1995, cuando su tío, Henry Percy, murió soltero sin descendencia. Los padres de George se mostraron ansiosos de proteger a su hijo de "vicios y problemas", y firmaron un decreto para impedirle recibir la herencia de un £1 millón y £350,000 de salario anual al cumplir los 18. En 1999, consiguieron posponer la fecha de entrega de la herencia, que Percy recibió a los 25 años. También se prevé que Percy herede el Castillo Alnwick.

## Educación y carrera
Percy fue educado en el Eton College, y luego estudió geografía en la Universidad de Edimburgo, especializándose en desarrollo sostenible y energía renovable. Se graduó en 2007, tras haber compartido casa con Pippa Middleton, con el que fue consecuentemente relacionado.
Percy estudió lengua árabe en la Universidad de Damasco, y luego trabajó en proyectos de desarrollo en Oriente Medio, incluyendo en Abu Dhabi. Es director ejecutivo de Hotspur Geothermal (antiguamente Cluff Geothermal), una compañía británica de energía geotermal, junto a Paul Younger como director técnico.
Percy y su familia asistieron a la boda real entre Guillermo de Cambridge y Catherine Middleton, en 2011.